# Kamîșne, Stanîcino-Luhanske
Kamîșne (în ucraineană Камишне) este localitatea de reședință a comunei Kamîșne din raionul Stanîcino-Luhanske, regiunea Luhansk, Ucraina.

## Demografie
Componența lingvistică a localității Kamîșne
     Rusă (86,75%)
     Ucraineană (12,43%)
     Alte limbi (0,14%)
Conform recensământului din 2001, majoritatea populației localității Kamîșne era vorbitoare de rusă (86,75%), existând în minoritate și vorbitori de ucraineană (12,43%).